# Ranunculus tengchongensis
Ranunculus tengchongensis är en ranunkelväxtart som beskrevs av Wen Tsai Wang. Ranunculus tengchongensis ingår i släktet ranunkler, och familjen ranunkelväxter. Inga underarter finns listade i Catalogue of Life.